# Стрибки з трампліна на Олімпійських іграх
Стрибки з трампліна входили до складу кожних зимових Олімпійських ігор. Тривалий час стрибки з трампліна залишались одним з небагатьох видів спорту, в якому на Олімпіаді проводилися змагання тільки серед чоловіків. Стрибунки прагнули до включення в олімпійську програму жіночих стрибків, і в квітні 2011 року спортсменки отримали допуск до Ігор 2014 року.

## Медалі
Оновлено після завершення зимових Олімпійських ігор 2022
| Місце                | Країна                           | Золото | Срібло | Бронза | Загалом |
| -------------------- | -------------------------------- | ------ | ------ | ------ | ------- |
| 1                    | Норвегія (NOR)                   | 12     | 10     | 14     | 36      |
| 2                    | Фінляндія (FIN)                  | 10     | 8      | 4      | 22      |
| 3                    | Австрія (AUT)                    | 7      | 10     | 10     | 27      |
| 4                    | Німеччина (GER)                  | 6      | 7      | 3      | 16      |
| 5                    | Японія (JPN)                     | 4      | 6      | 4      | 14      |
| 6                    | Польща (POL)                     | 4      | 3      | 3      | 10      |
| 7                    | Швейцарія (SUI)                  | 4      | 1      | 0      | 5       |
| 8                    | НДР (GDR)                        | 2      | 3      | 2      | 7       |
| 9                    | Словенія (SLO)                   | 2      | 2      | 3      | 7       |
| 10                   | Чехословаччина (TCH)             | 1      | 2      | 4      | 7       |
| 11                   | Об'єднана німецька команда (EUA) | 1      | 0      | 1      | 2       |
| 12                   | СРСР (URS)                       | 1      | 0      | 0      | 1       |
| 13                   | Швеція (SWE)                     | 0      | 1      | 1      | 2       |
| 13                   | Югославія (YUG)                  | 0      | 1      | 1      | 2       |
| 15                   | Олімпійський комітет Росії (ROC) | 0      | 1      | 0      | 1       |
| 16                   | Канада (CAN)                     | 0      | 0      | 1      | 1       |
| 16                   | США (USA)                        | 0      | 0      | 1      | 1       |
| 16                   | Франція (FRA)                    | 0      | 0      | 1      | 1       |
| Загалом (18 збірних) | Загалом (18 збірних)             | 54     | 55     | 53     | 162     |